# 7072 Beijingdaxue
A 7072 Beijingdaxue (ideiglenes jelöléssel 1996 CB8) a Naprendszer kisbolygóövében található aszteroida. Beijing Schmidt CCD Asteroid Program fedezte fel 1996. február 3-án.